# Hiuch HaGdi
Hiuch HaGdi (The smile of the lamb) è un film del 1986 diretto da Shimon Dotan. Ha ricevuto l'Orso d'argento al Festival di Berlino del 1986.